# Ceci n'est pas un viol
Ceci n'est pas un viol (en anglais : Ceci N'est Pas Un Viol) est une œuvre d'art performance de l'artiste américaine Emma Sulkowicz,,.
Publiée le 3 juin 2015, l'œuvre consiste en un site Web hébergeant une vidéo de huit minutes, un texte d'introduction et une section de commentaires ouverts. La vidéo montre Sulkowicz ayant des relations sexuelles avec un acteur anonyme dans un dortoir de l'université Columbia à New York. Elle est réalisée par l'artiste Ted Lawson au début de 2015, tandis que Sulkowicz est en dernière année d'un diplôme en arts visuels à Columbia.
Le film illustre le passage entre relations sexuelles consenties et non consenties,. L'œuvre, intitulée en référence au texte « Ceci n'est pas une pipe » de La Trahison des images de René Magritte, montre Sulkowicz et l'acteur s'engageant dans ce qui commence comme une relation sexuelle consentie et se termine par ce qui semble être une sodomie non consentie (le texte souligne que le rapport était consenti et apparaît comme un viol).
La réponse en ligne dans les commentaires de la vidéo est un élément central de l'œuvre, décrite comme un exemple d'art participatif. Sulkowicz veut savoir « ce que le public fait avec [la vidéo], ce qui commence par la façon dont il la traite à partir du moment où elle est diffusée ». Peu de temps après sa parution, la vidéo est mise hors ligne par une attaque par déni de service. Au 9 juin 2015, il y a 2 700 commentaires sur le site, la plupart négatifs ou ridiculisants,. Sulkowicz déclare qu'elle croyait fermement en l'importance de la vidéo, mais que la réalisation avait été une expérience « traumatisante ».

## Contexte

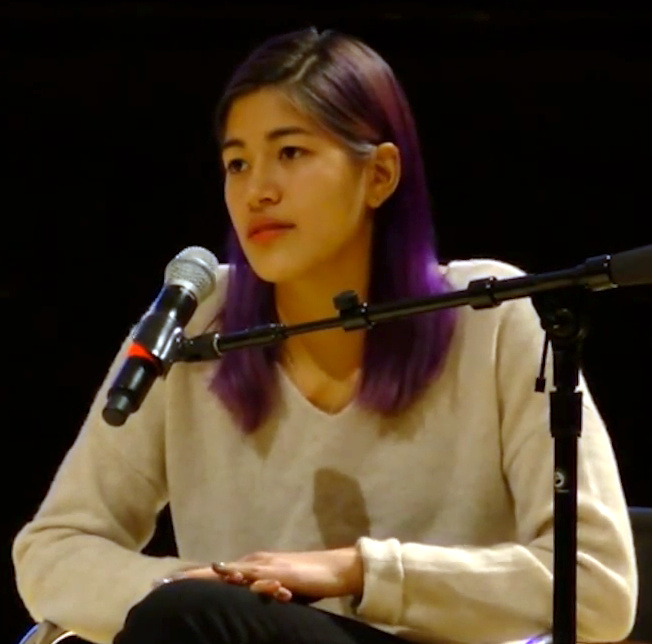
Emma Sulkowicz en 2014.

Emma Sulkowicz, une artiste revendiquant la non-binarité, obtient un diplôme en arts visuels de l'Université Columbia en 2015,. La première œuvre d'art notable est Mattress Performance (Carry That Weight) (en) (2014-2015), qui consiste en le transport d'un matelas partout avec elle sur le campus au cours de sa dernière année, afin de protester contre les agressions sexuelles sur le campus et la gestion par l'université d'une plainte qu'elle a déposée contre un autre étudiant de Columbia, Paul Jonathan Nungesser, qui, selon elle, l'aurait violée. L'université ne reconnaît pas la responsabilité de l'étudiant et le bureau du procureur de district refuse de poursuivre les accusations criminelles, citant un manque de soupçons formels,.

### Aperçu
Ceci N'est Pas Un Viol consiste en un site web qui héberge une vidéo, un texte d'introduction et une section de commentaires ouverts. Son existence est rendue publique par un post Facebook du réalisateur de la vidéo, Ted Lawson. Sulkowicz affirme qu'elle a eu l'idée de la pièce en décembre 2014 et que l'artiste de performance Marina Abramović l'a mis en contact avec Lawson pour la diriger. Sulkowicz souligne qu'il s'agit d'une pièce distincte de Mattress Performance.
Sulkowicz écrit le scénario et le texte d'introduction, choisit la position des caméras, l'éclairage et l'apparence de celui-ci; Les caméras sont des caméras de sécurité. La scène est filmée trois fois en une prise continue pendant les vacances de printemps de Columbia en mars 2015,. Selon Ted Lawson, Sulkowicz a « insisté pour que ce soit complètement réel. [...] C'est ce qui en fait une œuvre d'art de la performance ». Sulkowicz déclare au Guardian que la réalisation de la vidéo avait été traumatisante et l'avait laissée dans un « état émotionnel d'effroi pendant des jours ». Sulkowicz affirme par ailleurs que la vulnérabilité fait partie de ce qui rend l'art de la performance bon.

### Texte
Le texte d'introduction indique que la vidéo n'est pas une mise en scène de l'allégation de viol de Sulkowicz. Plutôt, « Ceci N'est Pas Un Viol ... [est] à propos de vos décisions, à partir de maintenant ». Sulkowicz ne donne qu'un consentement provisoire pour visionner la vidéo,, : 

« Ne regardez pas cette vidéo si vos motivations me bouleversent, si mes désirs ne sont pas clairs pour vous ou si mes nuances sont indéchiffrables. 
Vous vous demandez peut-être pourquoi je me suis rendue si vulnérable. Écoutez, je veux changer le monde, et cela commence par vous, en vous voyant. Si vous regardez cette vidéo sans mon consentement, alors j'espère que vous réfléchirez à vos raisons de m'objectiver et de participer à mon viol, car, dans ce cas, c'est vous qui n'avez pas pu résister à l'envie de faire Ceci N'est Pas Un Viol sur ce sur quoi vous vouliez en faire : le viol. 
S'il vous plaît, ne participez pas à mon viol. Regardez bien. »

Elle pose alors une série de questions : « Cherchez-vous des moyens de me blesser ou de m'aider ?... Pensez-vous que je suis la victime parfaite ou la pire victime du monde ?... Me hais-tu ? Si oui, qu'est-ce que ça fait de me détester ? ».

### Vidéo
La scène est affichée sur un écran partagé sous quatre angles, avec un horodatage dans chaque coin, commençant à 02h10 et se terminant à 02h18. Ted Lawson a déclaré que la perspective de la caméra de sécurité « supprime le mur entre le spectateur et l'action »,. La vidéo commence avec Sulkowicz et l'acteur, dont le visage est flouté, entrant dans la pièce, se déshabillant, puis s'embrassant et se livrant à des rapports sexuels oraux et vaginaux, l'homme portant un préservatif. Trois minutes après le début de la vidéo, l'acteur frappe Sulkowicz plusieurs fois, puis retire le préservatif, pousse ses mains et ses jambes contre son cou ou sa gorge, et la pénètre par voie anale. Elle crie, lui dit d'arrêter et met sa main sur son visage. Après un court instant, l'acteur s'arrête brusquement et quitte la pièce avec ses vêtements à la main. Sulkowicz est recroquevillée sur le lit en position fœtale, dos à la caméra. Après s'être enveloppée dans une serviette, elle quitte brièvement la chambre, revient et fait le lit, puis semble s'endormir,.
Ted Lawson déclare au Columbia Spectator que Sulkowicz et l'acteur avaient capturé le passage du consenti au non-consenti : « Je pense que la vidéo exprime la possibilité que vous ne renonciez jamais à ce [consentement] ».

### Commentaires publics
Ted Lawson a déclaré que Ceci N'est Pas Un Viol explore la relation entre l'art et les réseaux sociaux, « cet océan géant et pollué ». Un élément clé du travail est la réaction en ligne, en particulier dans la section des commentaires du site Web. Les 2 700 commentaires au cours des cinq premiers jours sont pour la plupart critiques ou ridiculisant. Ils comprennent des insultes et des menaces sexuelles, sexistes et racistes. Il y a des remarques sur l'apparence physique, l'appartenance ethnique, la santé mentale de Sulkowicz et sur le fait que la scène ne représente pas un viol,,,,. Quelqu'un reposte la vidéo sur un site pornographique. Les commentaires sur d'autres sites sont à la fois positifs et négatifs. La vidéo est victime d'une attaque par déni de service par des pirates le 4 juin, selon DigitalOcean, qui héberge le site, et le 5 juin, le grand nombre de personnes tentant d'y accéder cause des problèmes techniques.

## Analyse
Paul Mejia dans Newsweek qualifie la vidéo de « document déchirant », tandis que Priscilla Frank dans The Huffington Post la décrit comme « simple mais piquante, fournissant des images qui persistent comme un cauchemar, jamais tout à fait compréhensibles mais impossibles à oublier »,. Dans l'édition allemande du Huffington Post, Benjamin Prüfer se montré moins positif, la qualifiant de « vidéo d'art qui ne peut être qualifiée que de pornographie ».
Hannah Rubin, écrivant dans The Forward, qualifie l'œuvre de « sophistiquée et brillante » et désespère du manque d'empathie affiché dans la section des commentaires du site Web. Selon Julie Zeilinger, la vidéo est « troublante » pour les partisans de Sulkowicz, et plusieurs remettent en cause la démarche. Sur le podcast DoubleX Gabfest de Slate, Hanna Rosin fait valoir que l'écran partagé oblige le spectateur à embrasser le subjectif, en termes de choix : regarder ou pas et comment, comment interpréter, ce qui est à l'opposé de l'activisme car l'interprétation est trop nuancée[réf. nécessaire]. L'émission note que Sandra Leong, la mère de Sulkowicz, a écrit sur Facebook pour soutenir le travail.
Suzannah Weiss écrit dans Bustle que le consentement provisoire de Sulkowicz pour regarder la vidéo est une métaphore du consentement sexuel. La vidéo est là pour être regardée, mais le spectateur a une décision à prendre. Personne n'a le consentement de regarder avec hostilité ou s'il n'est pas sûr des désirs de l'artiste. Personne n'a le consentement de le publier sur un site porno. Si les conditions de l'artiste ne sont pas respectées, le visionnage est non consenti. Rebecca Brink fait valoir dans The Frisky qu'en plus d'illustrer la nature du consentement sexuel, Ceci N'est Pas Un Viol conteste la position selon laquelle l'art, une fois rendu public, est soustrait du contrôle de l'artiste et appartient au spectateur seul de l'interpréter.